# Teilstreitkraft
Eine Teilstreitkraft (abgekürzt TSK; englisch military branch oder armed service) ist als Bestandteil der Streitkräfte bestimmt zu Kampfhandlungen in einer bestimmten Dimension bzw. Sphäre.
Das artspezifische Wehrmaterial (die Waffensysteme und Ausrüstung) sowie die spezifische Gliederung, Ausbildung und Versorgung entsprechen der gewählten Dimension/Sphäre. Teilstreitkräfte werden in der Regel durch ein Oberkommando geführt.

## Historische Entwicklung

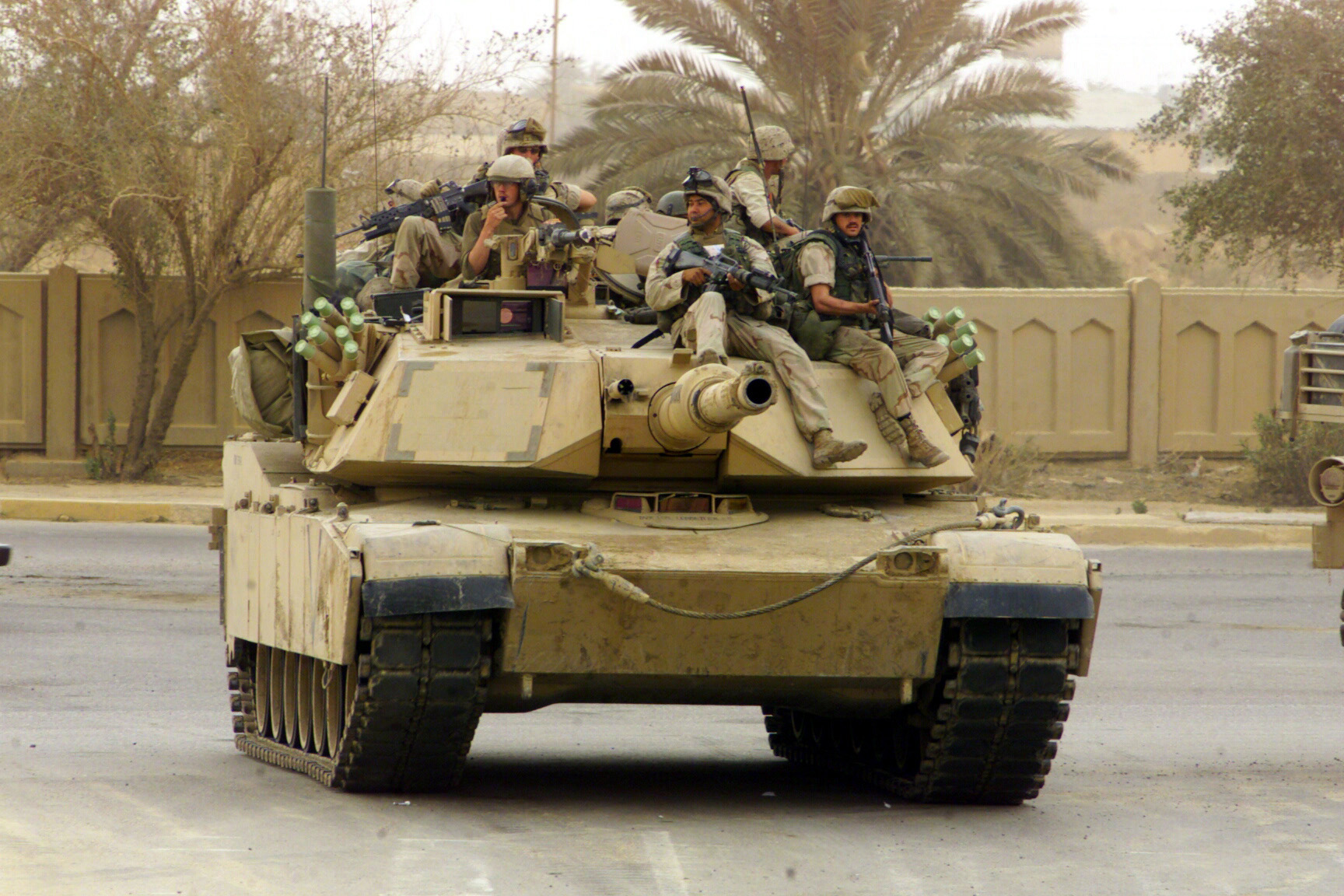
Heer

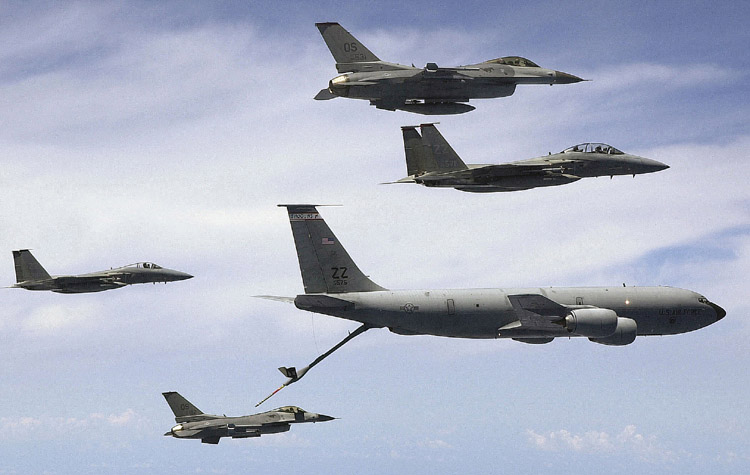
Luftwaffe

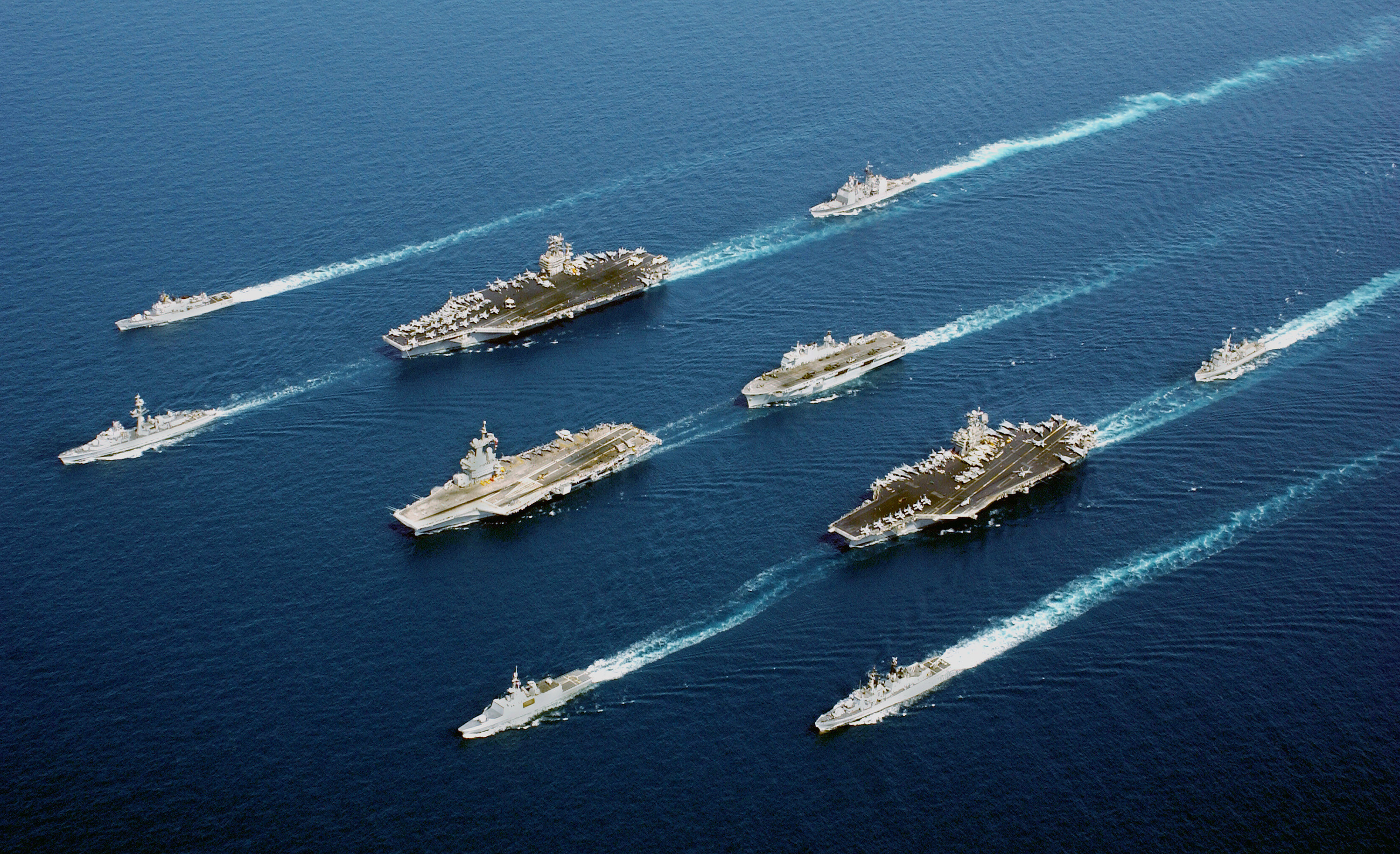
Marine

Ursprünglich waren Heer bzw. Armee und Flotte zur Beschreibung der Kriegswerkzeuge ausreichend. Erst Anfang des 19. Jahrhunderts benutzt Carl von Clausewitz in seinem Hauptwerk Vom Kriege durchgängig  den zusammenfassenden (Streitkraft-)Streitkräfte-Begriff. Als synonyme Bezeichnung wird Streitmacht verwendet.
Die Teilstreitkräfte entstanden im Zuge der massenweisen Einführung und Verwendung moderner Bewaffnung und technischer Kampfmittel, die aufgrund des wissenschaftlich-technischen Fortschritts im Militärwesen stetig weiter entwickelt wurden.
Das ursprüngliche Heer hat sich traditionell als die älteste und – in den meisten  Ländern – auch zur größten Teilstreitkraft Landstreitkräfte (Heer) transformiert. Gleiches gilt für die Flotte, die zur Teilstreitkraft Seestreitkräfte/(Kriegs-)Marine formiert wurde.
Die Luftstreitkräfte (Luftwaffe) entstanden als Teilstreitkraft erst Anfang des 20. Jahrhunderts mit dem Aufkommen der Luftfahrt.
Die Mehrheit der Staaten folgt der klassischen Unterteilung aus der Zeit nach dem Ersten Weltkrieg und listet die drei Teilstreitkräfte Heer (Landstreitkräfte), Luftwaffe (Luftstreitkräfte) und Marine (Seestreitkräfte) auf. Einzelne Länder verfügen aufgrund fehlenden Meereszugangs nicht über die Marine, wohingegen andere Staaten weitere Teilstreitkräfte auflisten.

## Charakteristische Merkmale
Teilstreitkräfte gliedern sich in Truppengattungen bzw. Waffengattungen, Fliegergattungen, Spezialtruppen und Dienstbereiche sowie deren Verbände.
Charakteristisch sind sowohl allgemeine als auch teilstreitkraftspezifische Methoden des Gefechtseinsatzes der technischen (Kampf-)Mittel im taktischen, operativen und strategischen Maßstab. Sie verfügen über eine gattungsspezifische Operative Kunst (englisch Military art) und Taktik.
Sie sind in der Lage, selbstständig oder zusammen mit den Truppen (Kräften) anderer Teilstreitkräfte die Operationen in Gefechten verbundener Kräfte durchzuführen.

## Benennungen
In vielen Armeen sind traditionell folgende Teilstreitkräfte anzutreffen:
- am Boden – Landstreitkräfte (Heer);
- in der Luft – Luftstreitkräfte (Luftwaffe);
- zu Wasser – Seestreitkräfte (Marine).

In anderen Staaten sind zudem etwa paramilitärische bzw. militärpolizeiliche (Gendarmerie / Grenzschutz / Küstenwache) oder medizinische (Sanitäter) Einheiten als eigene Teilstreitkräfte organisiert; bei Nuklearmächten häufig auch die Atomstreitkräfte, teilweise auch die Spezialeinheiten, Marineinfanterie, Cyberkräfte und Weltraumstreitkräfte. So zum Beispiel:
- Belgien – die medizinische Komponente der Verteidigung
- Frankreich – die Gendarmerie nationale (Polizei) und Force de dissuasion nucléaire française (Nuklearstreitkraft)
- Italien – die Carabinieri (Polizei)
- Niederlande – die Koninklijke Marechaussee (Königliche Militärpolizei)
- Polen – die Wojska Specjalne (Spezialtruppen)
- Russland – die Luftlandetruppen und Strategischen Raketentruppen
- Südkorea – die Haebyeongdae (Marineinfanterie)
- USA – das Marine Corps (Marineinfanterie), die Coast Guard (Küstenwache) und die Space Force (Weltraum)

Belgien: Medizinische Komponente
Frankreich: Gendarmerie nationale
Italien: Carabinieri
Niederlande: Königliche Militärpolizei
Polen: Polnische Spezialkräfte
Südkorea: Marinekorps
USA: Marine Corps
USA: Coast Guard
USA: Space Force

## Bundeswehr
Seit 2024 umfasst die Bundeswehr vier Teilstreitkräfte:
1. Heer
2. Luftwaffe
3. Marine
4. Cyber- und Informationsraum

Daneben gehört zu den Streitkräften noch der Unterstützungsbereich, der aus den 2000 geschaffenen militärische Organisationsbereichen der Streitkräftebasis und des Zentralen Sanitätsdienstes hervorging. Der 2017 geschaffene Cyber- und Informationsraum war bis zum 1. Mai 2024 ebenfalls ein militärischer Organisationsbereich.
Der Cyber- und Informationsraum sowie der Unterstützungsbereich besitzen keine eigenen Uniformen. Stattdessen wird die Uniform der Teilstreitkraft getragen, aus welcher der betreffende Truppenteil oder zuversetzte Soldat ursprünglich stammte. Da es sich bei diesen Soldaten nicht um Heeres-, Luftwaffen- oder Marinesoldaten handelt, wurde die Bezeichnung Uniformträger Heer/Luftwaffe/Marine geschaffen.
Neben den Streitkräften hat die Bundeswehr noch fünf zivile Organisationsbereiche:
1. Ausrüstung, Informationstechnik und Nutzung
2. Infrastruktur, Umweltschutz und Dienstleistungen
3. Personal (diese drei bilden zusammen die Bundeswehrverwaltung)
4. Militärseelsorge
5. Rechtspflege[12]

Die Soldaten werden in ihrer Laufbahn zum Teil weiterhin durch die ihnen zugeordnete Teilstreitkraft bestimmt. So erhalten beispielsweise die Heeresuniformträger der SKB ihre nicht-fachbezogene Offizierausbildung an der Offizierschule des Heeres. Die Unteroffizierschule der Luftwaffe beruft nur Luftwaffensoldaten und Luftwaffenuniformträger der Organisationsbereiche zu Lehrgängen ein.